# Leptochiton finlayi
Leptochiton finlayi är en blötdjursart som först beskrevs av Edwin Ashby 1929.  Leptochiton finlayi ingår i släktet Leptochiton och familjen Leptochitonidae. Inga underarter finns listade i Catalogue of Life.